# Neonella lubrica
Neonella lubrica är en spindelart som beskrevs av Galiano 1988. Neonella lubrica ingår i släktet Neonella och familjen hoppspindlar. Inga underarter finns listade i Catalogue of Life.